# Harinakunda
Harinakunda är ett underdistrikt i Bangladesh. Det ligger i den centrala delen av landet, 140 km väster om huvudstaden Dhaka.
Trakten runt Harinakunda består till största delen av jordbruksmark. Runt Harinakunda är det tätbefolkat, med 947 invånare per kvadratkilometer.